# Tschechische Bibliothek
Tschechische Bibliothek je německojazyčná edice české literatury čítající celkem 33 knih. Vycházela v letech 1999–2007 v německém nakladatelství DVA (Deutsche Verlags-Anstalt) jako projekt Nadace Roberta Bosche (Robert Bosch Stiftung). Hlavními vydavateli byli Peter Demetz, Jiří Gruša, Peter Kosta, Eckhard Thiele a Hans Dieter Zimmermann, záštitu převzali český i německý prezident (v době zahájení projektu Václav Havel a Johannes Rau).
Edici tvoří následující svazky:
1. Jaroslav Hašek: Der Urschwejk und anderes aus dem alten Europa und dem neuen Rußland (jaro 1999; překlad: Grete Reiner; eseje: Josef Lada, František Langer, Karel Kosík; doslov: Hans Dieter Zimmermann)
2. Jaroslav Durych: Gottes Regenbogen (jaro 1999; překlad: Jan Patočka, Frank Boldt; esej: Jan Patočka; doslov: Eckhard Thiele)
3. Karel Čapek: Hordubal, Der Meteor, Ein gewöhnliches Leben (podzim 1999; překlad a doslov: Eckhard Thiele; předmluva: Arthur Miller)
4. Milada Součková: Der unbekannte Mensch (podzim 1999; překlad: Reinhard Fischer; předmluva: Peter Demetz; doslov: Kristián Suda)
5. Jiří Weil: Leben mit dem Stern (jaro 2000; překlad: Gustav Just, Bettina Kaibach; doslov: Urs Heftrich)
6. Vladislav Vančura: Der Bäcker Jan Marhoul (jaro 2000; překlad: Peter Pont; esej: Jaroslav Seifert; doslov: Eckhard Thiele)
7. Gartenfest: Dramen von Havel, Klíma, Kohout, Topol, Uhde (podzim 2000; překlad: Alexandra a Gerhard Baumrucker, Joachim Bruss, Paul Kruntorad, Gabriel Laub, Kathrin Liedtke, August Scholtis, Eva Profousová, Beate Smandek; výběr a doslov: Anja Tippner)
8. Karel Hynek Mácha: „Die Liebe ging mit mir…“ (podzim 2000; překlad: Otto F. Babler, Natascha Drubek Meyer, L. Drubek, Christof J. Größl, Jaromír Konečný, Eckhard Thiele; výběr: Natascha Drubek-Meyer; doslov: Holt Meyer)
9. Karel Čapek: Gespräche mit Masaryk (jaro 2001; překlad: Camill Hoffmann, Eckhard Thiele; esej: Hans Dieter Zimmermann; doslov: Eckhard Thiele)
10. Karel Poláček: Wir fünf und Jumbo (jaro 2001; překlad: Markus Wirtz; doslov: Eckhard Thiele)
11. Ivan Olbracht: Die traurigen Augen (podzim 2001; překlad: Gustav Just, August Scholtis, Markus Wirtz; doslov: Ludger Udolph)
12. Karel Havlíček: Polemische Schriften (podzim 2001; překlad: Minne Bley; výběr a předmluva: Peter Demetz; doslov: Georg J. Morava)
13. Tschechische Philosophen im 20. Jahrhundert: Klíma, Rádl, Patočka, Havel, Kosík (jaro 2002; překlad: Joachim Bruss, Ludger Hagedorn, Markus Sedlaczek; výběr a doslov: Ludger Hagedorn)
14. Zikmund Winter: Magister Kampanus (jaro 2002; překlad: Alfred Dressler; esej: Peter Demetz; doslov: Eckhard Thiele)
15. Josef Jedlička: Blut ist kein Wasser (podzim 2002; překlad a doslov: Christa Rothmeier; předmluva: Jiří Gruša)
16. Tschechische Philosophen von Hus bis Masaryk (podzim 2002; výběr a doslov: Ludger Hagedorn)
17. Bohumil Hrabal: Allzu laute Einsamkeit (jaro 2003; překlad: Peter Sacher; příspěvky: Peter Demetz, Susanna Roth; výběr a doslov: Eckhard Thiele)
18. Jan Čep: Der Mensch auf der Landstraße (jaro 2003; překlad: Hanna a Peter Demetz, Bettina Kaibach; výběr: Urs Heftrig; doslov: Bettina Kaibach)
19. Eva Kantůrková: Freundinnen aus dem Haus der Traurigkeit (podzim 2003; překlad: Silke Klein; doslov: Aleš Haman)
20. Smetana, Dvořák, Janáček: Musikerbriefe (podzim 2003; překlad: Alexandra Baumrucker, Silke Klein, Christa Rothmeier; výběr: Alena Wagnerová, Barbora Šrámková)
21. Adieu Musen: Anthologie des Poetismus (jaro 2004; výběr, úvod a komentář: Ludvík Kundera, Eduard Schreiber)
22. Johann Amos Comenius: Das Labyrinth der Welt (jaro 2004; výběr, komentáře a doslov: Klaus Schaller)
23. Egon Hostovský: Siebenmal in der Hauptrolle (podzim 2004; překlad: Markus Sedlaczek; doslov: Jiří Holý)
24. Peter Demetz (Hg.): Fin de siècle (podzim 2004; překlad: Kristina Kallert, Alexandra a Gerhard Baumrucker; Peter Demetz, René Wellek; výběr a předmluva: Peter Demetz; doslov: Marek Nekula)
25. Jakub Deml: Pilger des Tages und der Nacht (jaro 2005; překlad: Christa Rothmeier; výběr a komentář: Christa Rothmeier a Vladimír Binar)
26. Richard Weiner: Kreuzungen des Lebens (jaro 2005; překlad: Silke Klein, Susanna Roth, Karl-Heinz Jähn, Franz Peter Künzel, Peter Sacher, Eckhard Thiele; výběr a komentář: Steffi Widera)
27. Heinke Fabritius, Ludger Hagedorn (Hg.): Frühling in Prag oder Wege des Kubismus (jaro 2005; překlad: Kristina Kallert, Ludger Hagedorn; výběr a komentář: Heinke Fabritius, Ludger Hagedorn)
28. Josef Škvorecký: Das Baßsaxophon (podzim 2005; překlad: Marcela Euler, Kristina Kallert, Andreas Tretner; výběr a doslov: Jiří Holý)
29. Ludvík Kundera, Eduard Schreiber (Hg.): Süß ist es zu leben. Tschechische Dichtung von den Anfängen bis 1920 (jaro 2006; výběr a komentář: Ludvík Kundera, Eduard Schreiber)
30. Ludvík Vaculík: Das Beil (jaro 2006; překlad: Miroslav Svoboda, Erich Bertleff; předmluva: Peter Kurzeck; doslov: Eckhard Thiele)
31. Božena Němcová: „Mich zwingt nichts als die Liebe“ (podzim 2006; překlad: Kristina Kallert; příspěvky: Jaroslava Janáčková, Václav Maidl, Hans Dieter Zimmermann; výběr: Eckhard Thiele)
32. Urs Heftrich, Michael Špirit (Hg.): Höhlen tief im Wörterbuch. Tschechische Lyrik der letzten Jahrzehnte (podzim 2006; výběr: Urs Heftrich, Michael Špirit; doslov: Urs Heftrich)
33. Jan Neruda: Die Hunde von Konstantinopel (jaro 2007; překlad, výběr a doslov: Christa Rothmeier)